# 砥山 (札幌市)
砥山（とやま）は北海道札幌市南区の地名。
豊平川の左岸（北岸）に位置し、観音岩山（八剣山）を境に西の上砥山と東の下砥山に区分される。
地名の由来は、付近で水成岩の砥石が取れたことから。この一帯は地質巡検の適地として知られている。

## 歴史
砥山は1945年（昭和20年）まで、帝室林野局が所管する御料地であった。
1899年（明治32年）、農耕地として貸付を始め、小作人を募集したところ、丘珠と雁来から8戸が入植した。しかし農耕に適した平坦地が少なく、また地味も豊かではなかったので、協同生計で開墾にあたったときもあったという。
また、この地域は交通も不便であった。入植当時の上砥山では、採れた作物を背負い、観音岩山の裏側を回って出荷していたが、後に協同で豊平川に針金を張り、渡し舟で搬出するようになった。下砥山では、1901年（明治34年）に山の一部を爆破して馬が通れる路を開き、いったん共同小屋に作物を集積してから札幌に運んでいた。1914年（大正3年）には、馬車が通れるように路が拡張された。
1925年（大正14年）、農地が払い下げられて民有地となった。

## 施設
- 北海道大学理学部附属地震観測所
- 八剣山ワイナリー
- 八剣山果樹園
- 上砥山神社
- 砥山発電所